# Manda (N.12) jezici
Manda (N.10) jezici nigersko-kongoanska podskupina od (1) jezika iz Tanzanije koja obuhvaća jezik mpoto, chimpoto ili kinyasa, nyasa, sa 	80.000 govornika (Voegelin and Voegelin 1977). Pripada skupini centralnih bantu jezika u zoni N,
Svojevremeno je ovaj jezik klasificiran podskupini manda (N.10).

## Vanjske poveznice
- Ethnologue (15th)